# 紐西蘭茶樹
紐西蘭茶樹，又稱馬奴卡松紅梅茶樹、白茶樹，是桃金孃科常綠小灌木，生產在紐西蘭外海島。其葉子可以製茶。